# Grand Prix Španělska 2020
Grand Prix Španělska 2020 (oficiálně Formula 1 Aramco Gran Premio de España 2020) se jela na okruhu Circuit de Catalunya v Montmeló ve Španělsku dne 16. srpna 2020. Závod byl šestým v pořadí v sezóně 2020 šampionátu Formule 1.

## Kvalifikace
| Poř.                       | No. | Jezdec             | Konstruktér               | Časy v kvalifikaci | Časy v kvalifikaci | Časy v kvalifikaci | Pořadí na startu |
| Poř.                       | No. | Jezdec             | Konstruktér               | Q1                 | Q2                 | Q3                 | Pořadí na startu |
| -------------------------- | --- | ------------------ | ------------------------- | ------------------ | ------------------ | ------------------ | ---------------- |
| 1                          | 44  | Lewis Hamilton     | Mercedes                  | 1:16.872           | 1:16.013           | 1:15.584           | 1                |
| 2                          | 77  | Valtteri Bottas    | Mercedes                  | 1:17.243           | 1:16.152           | 1:15.643           | 2                |
| 3                          | 33  | Max Verstappen     | Red Bull Racing-Honda     | 1:17.213           | 1:16.518           | 1:16.292           | 3                |
| 4                          | 11  | Sergio Pérez       | Racing Point-BWT Mercedes | 1:17.117           | 1:16.936           | 1:16.482           | 4                |
| 5                          | 18  | Lance Stroll       | Racing Point-BWT Mercedes | 1:17.316           | 1:16.666           | 1:16.589           | 5                |
| 6                          | 23  | Alexander Albon    | Red Bull Racing-Honda     | 1:17.419           | 1:17.163           | 1:17.029           | 6                |
| 7                          | 55  | Carlos Sainz Jr.   | McLaren-Renault           | 1:17.438           | 1:16.876           | 1:17.044           | 7                |
| 8                          | 4   | Lando Norris       | McLaren-Renault           | 1:17.577           | 1:17.166           | 1:17.084           | 8                |
| 9                          | 16  | Charles Leclerc    | Ferrari                   | 1:17.256           | 1:16.953           | 1:17.087           | 9                |
| 10                         | 10  | Pierre Gasly       | AlphaTauri-Honda          | 1:17.356           | 1:16.800           | 1:17.136           | 10               |
| 11                         | 5   | Sebastian Vettel   | Ferrari                   | 1:17.573           | 1:17.168           |                    | 11               |
| 12                         | 26  | Daniil Kvjat       | AlphaTauri-Honda          | 1:17.676           | 1:17.192           |                    | 12               |
| 13                         | 3   | Daniel Ricciardo   | Renault                   | 1:17.667           | 1:17.198           |                    | 13               |
| 14                         | 7   | Kimi Räikkönen     | Alfa Romeo Racing-Ferrari | 1:17.797           | 1:17.386           |                    | 14               |
| 15                         | 31  | Esteban Ocon       | Renault                   | 1:17.765           | 1:17.567           |                    | 15               |
| 16                         | 20  | Kevin Magnussen    | Haas-Ferrari              | 1:17.908           |                    |                    | 16               |
| 17                         | 8   | Romain Grosjean    | Haas-Ferrari              | 1:18.089           |                    |                    | 17               |
| 18                         | 63  | George Russell     | Williams-Mercedes         | 1:18.099           |                    |                    | 18               |
| 19                         | 6   | Nicholas Latifi    | Williams-Mercedes         | 1:18.532           |                    |                    | 19               |
| 20                         | 99  | Antonio Giovinazzi | Alfa Romeo Racing-Ferrari | 1:18.697           |                    |                    | 20               |
| 107% času vítěze: 1:22.253 |     |                    |                           |                    |                    |                    |                  |
| Zdroj:                     |     |                    |                           |                    |                    |                    |                  |

## Závod
| Poř.                                                                 | No. | Jezdec             | Konstruktér               | Počet kol | Čas/Odstoupení | Pořadí na startu | Body |
| -------------------------------------------------------------------- | --- | ------------------ | ------------------------- | --------- | -------------- | ---------------- | ---- |
| 1                                                                    | 44  | Lewis Hamilton     | Mercedes                  | 66        | 1:31:45.279    | 1                | 25   |
| 2                                                                    | 33  | Max Verstappen     | Red Bull Racing-Honda     | 66        | +24.177        | 3                | 18   |
| 3                                                                    | 77  | Valtteri Bottas    | Mercedes                  | 66        | +44.752        | 2                | 16   |
| 4                                                                    | 18  | Lance Stroll       | Racing Point-BWT Mercedes | 65        | +1 kolo        | 5                | 12   |
| 5                                                                    | 11  | Sergio Pérez       | Racing Point-BWT Mercedes | 65        | +1 kolo        | 4                | 10   |
| 6                                                                    | 55  | Carlos Sainz Jr.   | McLaren-Renault           | 65        | +1 kolo        | 7                | 8    |
| 7                                                                    | 5   | Sebastian Vettel   | Ferrari                   | 65        | +1 kolo        | 11               | 6    |
| 8                                                                    | 23  | Alexander Albon    | Red Bull Racing-Honda     | 65        | +1 kolo        | 6                | 4    |
| 9                                                                    | 10  | Pierre Gasly       | AlphaTauri-Honda          | 65        | +1 kolo        | 10               | 2    |
| 10                                                                   | 4   | Lando Norris       | McLaren-Renault           | 65        | +1 kolo        | 8                | 1    |
| 11                                                                   | 3   | Daniel Ricciardo   | Renault                   | 65        | +1 kolo        | 13               |      |
| 12                                                                   | 26  | Daniil Kvjat       | AlphaTauri-Honda          | 65        | +1 kolo        | 12               |      |
| 13                                                                   | 31  | Esteban Ocon       | Renault                   | 65        | +1 kolo        | 15               |      |
| 14                                                                   | 7   | Kimi Räikkönen     | Alfa Romeo Racing-Ferrari | 65        | +1 kolo        | 14               |      |
| 15                                                                   | 20  | Kevin Magnussen    | Haas-Ferrari              | 65        | +1 kolo        | 16               |      |
| 16                                                                   | 99  | Antonio Giovinazzi | Alfa Romeo Racing-Ferrari | 65        | +1 kolo        | 20               |      |
| 17                                                                   | 63  | George Russell     | Williams-Mercedes         | 65        | +1 kolo        | 18               |      |
| 18                                                                   | 6   | Nicholas Latifi    | Williams-Mercedes         | 64        | +2 kola        | 19               |      |
| 19                                                                   | 8   | Romain Grosjean    | Haas-Ferrari              | 64        | +2 kola        | 17               |      |
| Ret                                                                  | 16  | Charles Leclerc    | Ferrari                   | 38        | Elektronika    | 9                |      |
| Nejrychlejší kolo: Valtteri Bottas (Mercedes) – 1:18.183 (v kole 66) |     |                    |                           |           |                |                  |      |
| Zdroj:                                                               |     |                    |                           |           |                |                  |      |

Poznámky
1. ↑  Valtteri Bottas získal jeden bod za zajetí nejrychlejšího kola.
2. 1 2  Sergio Pérez a Daniil Kvjat obdrželi trest přičtení 5 sekund k času v cíli za ignorování modrých vlajek.

## Průběžné pořadí po závodě
Pohár jezdců
|        | Pořadí | Jezdec          | Body |
| ------ | ------ | --------------- | ---- |
|        | 1      | Lewis Hamilton  | 132  |
|        | 2      | Max Verstappen  | 95   |
|        | 3      | Valtteri Bottas | 89   |
|        | 4      | Charles Leclerc | 45   |
| 1      | 5      | Lance Stroll    | 40   |
| Zdroj: |        |                 |      |

Pohár konstruktérů
|        | Pořadí | Konstruktér           | Body |
| ------ | ------ | --------------------- | ---- |
|        | 1      | Mercedes              | 221  |
|        | 2      | Red Bull-Honda        | 135  |
| 2      | 3      | Racing Point-Mercedes | 63   |
|        | 4      | McLaren-Renault       | 62   |
| 2      | 5      | Ferrari               | 61   |
| Zdroj: |        |                       |      |